# Maximae quidem
 Maximae quidem  è una enciclica di papa Pio IX, pubblicata l'18 agosto 1864, e scritta all'Episcopato bavarese.